# فوریه (فیلم ۲۰۱۵)
فوریه (انگلیسی: February) فیلمی به کارگردانی آز پرکینز است.

## داستان فیلم
داستان فیلم در سه خط زمانی مختلف روایت می‌شود. دو خط زمانی اول به نام‌های "رز" و "جوآن" به صورت متقاطع روایت می‌شوند و سپس خط زمانی سوم به نام "کت" معرفی می‌شود که به اوج داستان فیلم منتهی می‌شود.
رز
در ماه فوریه، دانش‌آموزان مدرسه شبانه‌روزی معتبر برامفورد، که یک مدرسه کاتولیک در شمال نیویورک است، در انتظار تعطیلات یک هفته‌ای هستند تا والدینشان آن‌ها را به خانه ببرند. کت، دانش‌آموز سال اول، و رز، دانش‌آموز سال آخر، جا می‌مانند. رز که مشکوک به بارداری است، به والدینش درباره تاریخ تعطیلات دروغ گفته تا زمان بیشتری برای حل مشکلش داشته باشد. 
کت خواب پیشگویی‌واری می‌بیند که والدینش در یک تصادف رانندگی می‌میرند. همان شب، رز با دوست‌پسرش بیرون می‌رود تا به او درباره بارداری‌اش بگوید. در این بین، کت یک تماس تلفنی دریافت می‌کند. چند ساعت بعد، رز برمی‌گردد و کت را در اتاق دیگ بخار می‌بیند که مکرراً جلوی دیگ بخار سجده می‌کند. کت به طرز مرموزی صحبت می‌کند و ادعا می‌کند والدینش مرده‌اند، که رز را نگران می‌کند. پس از اینکه رز اتاق را ترک می‌کند، بدن کت در تخت خواب دچار تشنج و پیچ‌وتاب می‌شود.
صبح روز بعد، رز و کت که به نظر بیمار می‌آید به همراه راهبه‌ها برای صبحانه می‌روند، جایی که کت رفتار عجیبی از خود نشان می‌دهد، استفراغ می‌کند و به راهبه‌ها ناسزا می‌گوید. پس از دریافت یک تماس تلفنی نگران‌کننده، راهبه‌ها به رز دستور می‌دهند که برف‌ها را از راه ورودی پاک کند تا مدیر مدرسه، گوردون، به طور ناگهانی بازگردد. گوردون همراه با یک افسر پلیس به مدرسه می‌آید؛ وقتی وارد کابین راهبه‌ها می‌شوند، یک لکه خون روی دیوار دیده می‌شود و واکنش‌های شوکه‌کننده‌ای به چیزی که خارج از دید است نشان می‌دهند.
جوآن
یک زن جوان به نام جوآن پس از فرار از یک بیمارستان روانی به ایستگاه اتوبوس می‌رسد. مردی مسن و دوست‌داشتنی به نام بیل به او پیشنهاد می‌دهد که همراه او و همسرش لیندا به مقصدشان بروند. آن‌ها در یک متل توقف می‌کنند و جوآن به حمام می‌رود و جای زخمی روی شانه‌اش را نشان می‌دهد. در یک فلاش‌بک، دیده می‌شود که او توسط یک افسر پلیس تیر خورده است. بیل به جوآن می‌گوید که او را به خاطر شباهتش به دختر فوت‌شده‌اش سوار کرده است؛ روز بعد سالگرد نهم مرگ رز است، دختری که والدینش هر سال در این روز به برامفورد می‌آیند. جوآن نام رز را می‌شناسد و به حمام می‌رود و خنده‌اش را سرکوب می‌کند. مشخص می‌شود که جوآن یک نام جعلی است؛ نام واقعی او زنی است که او را کشته تا کارت شناسایی‌اش را سرقت کند.
کت
در روزهای منتهی به تعطیلات زمستانی، کت با موجودی در تماس است که به صورت سایه‌ای شاخ‌دار و صدایی خشن در تلفن به تصویر کشیده می‌شود. این موجود به او می‌گوید که والدینش به زودی خواهند مرد و او باید همه را بکشد. بعد از صبحانه، راهبه‌ها یک تماس تلفنی دریافت می‌کنند که به آن‌ها اطلاع می‌دهد والدین کت فوت کرده‌اند. پس از اینکه رز برای پاک کردن برف از راه ورودی فرستاده می‌شود، کت هر دو راهبه را می‌کشد. او به دنبال رز می‌رود؛ رز پس از اینکه متوجه می‌شود پریود شده و باردار نیست، توسط کت به ضرب چاقو کشته می‌شود و سرش از بدن جدا می‌شود. گوردون و پلیس، کت را می‌یابند که دوباره جلوی دیگ بخار سجده می‌کند، در حالی که سرهای بریده سه قربانی‌اش در کنار او قرار دارد. او فریاد می‌زند "سلام بر شیطان!" و پلیس او را به شانه‌اش شلیک می‌کند که نشان می‌دهد "جوآن" در واقع کت است. کت در یک بیمارستان روانی نگهداری می‌شود، جایی که یک کشیش برای او مراسم جن‌گیری انجام می‌دهد. به نظر می‌رسد جن‌گیری موفقیت‌آمیز است، اما کت از شیطان التماس می‌کند که او را ترک نکند، قبل از اینکه ناپدید شود.
"جوآن"، کت که اکنون نه سال گذشته است، بیل و لیندا را هنگامی که در برامفورد توقف می‌کنند، به قتل می‌رساند. او سرهای اجساد آن‌ها را می‌برد و به اتاق دیگ بخار مدرسه می‌آورد، به نظر می‌رسد که سعی دارد شیطانی که سال‌ها پیش از دست داده را دوباره احضار کند. اما متوجه می‌شود که دیگ بخار سرد و بدون استفاده است. اکنون که کاملاً تنها شده، مدرسه را ترک می‌کند و در وسط جاده به گریه می‌افتد.